# Oncomeris flavicornis

Oncomeris flavicornis (лат.) — вид клопов-щитников из семейства Tessaratomidae рода Oncomeris.

## Описание
Oncomeris flavicornis — крупный клоп, достигает 35—41 мм в длину. У клопа типичный для представителей семейства Tessaratomidae щиток, крупные задние ноги, тёмно-коричневое тело с красными отметинами, жёлтоватые усики. С цветом усиков связано видовое название: с лат. flavicornis — «золотистый рог».

## Ареал
Oncomeris flavicornis является эндемиком Новой Гвинеи.

## Классификация
В виде выделяют 2 подвида:
- Oncomeris flavicornis flavicornis Guérin-Méneville, 1831
- Oncomeris flavicornis gigantea Horváth, 1900